# Der Universums-Stulp
Der Universums-Stulp ist eine Oper von Stephan Winkler nach dem gleichnamigen Roman von Eugen Egner. Das Libretto erstellte der Komponist in Zusammenarbeit mit Thierry Bruehl. Die Oper ist ein Auftragswerk der Kunststiftung NRW, die damit ihr 25-jähriges Jubiläum feierte. Die Uraufführung besorgte das Ensemble Musikfabrik unter dem Dirigenten Peter Rundel am 7. Februar 2014 im Opernhaus Wuppertal.